# Sherbrooke
Sherbrooke, abenakiska Kchi Nikitawtegwak, är en stad (kommun av typen ville) och tätort (centre de population) i den sydöstra delen av den kanadensiska provinsen Québec. Sherbrooke är den enda större staden i regionen Estrie och, trots att staden grundades av engelskspråkiga bosättare i början av 1800-talet, idag en främst franskspråkig stad. Staden har cirka 173 000 invånare (2021) och täcker 353,40 km², vilket ger en befolkningstäthet på 489 invånare/km².

## Geografi
Sherbrooke ligger vid sammanflödet mellan Saint-Françoisfloden och Magogfloden, i mitten av en viktig jordbruksregion med omfattade mejeriproduktion.
Regionen har även några industrier av vilka den mest kända torde vara ishockeyklubbstillverkaren Sher-Wood Corp. Ltd – det tillverkas fler klubbor i Sherbrooke än någon annanstans i världen.
Lägsta höjd: 141 m ö.h., högsta: 360 m ö.h..
Sherbrooke har 15 broar.

## Historia

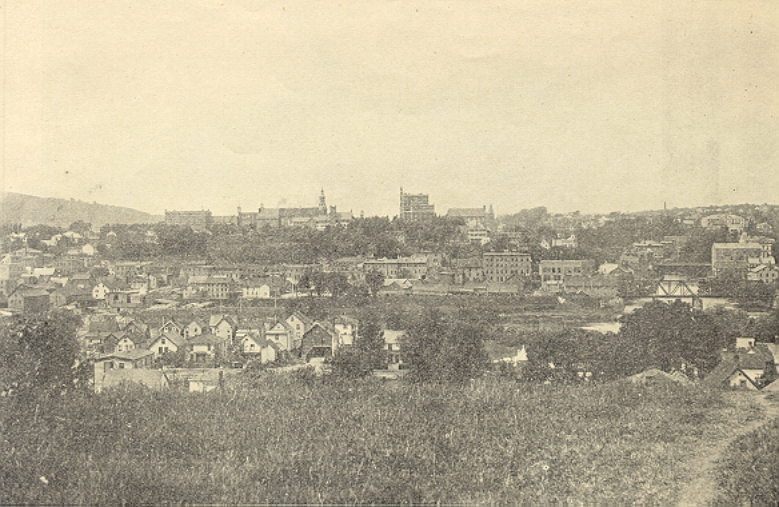
Sherbrooke 1889, vy åt öster.

Områden kring dagens Sherbrooke koloniserades huvudsakligen först efter amerikanska revolutionen av lojalister från USA, bland annat Gilbert Hyatt från Arlington som lät uppföra en mjölkvarn 1802. Det som då kallades "Hyatt's Mills" fick sitt nuvarande namn 1818 efter generalguvernören Sherbrooke som då drog sig tillbaka till England.

## Administrativ indelning
Stadens omfattning ökade dramatiskt den 1 januari 2002 då Sherbrooke slogs samman med Ascot, Bromptonville, Deauville, Fleurimont, Lennoxville, Rock Forest och Saint-Élie-d'Orford. Vid sammanslagningen delades Sherbrooke in i sex arrondissement: Brompton (f.d. Bromptonville), Fleurimont (f.d. östra Sherbrooke och Fleurimont), Lennoxville, Mont-Bellevue (f.d. västra Sherbrooke och Ascot), Rock Forest–Saint-Élie–Deauville (f.d. Rock Forest, Saint-Élie-d'Orford och Deauville) och Jacques-Cartier (f.d. norra Sherbrooke). Två arrondissement bildades 2018 genom sammanslagning av två tidigare par av arrondissement: Les Nations, som bildades av Jacques-Cartier och Mont-Bellevue, och Brompton–Rock Forest–Saint-Élie–Deauville.

## Kultur

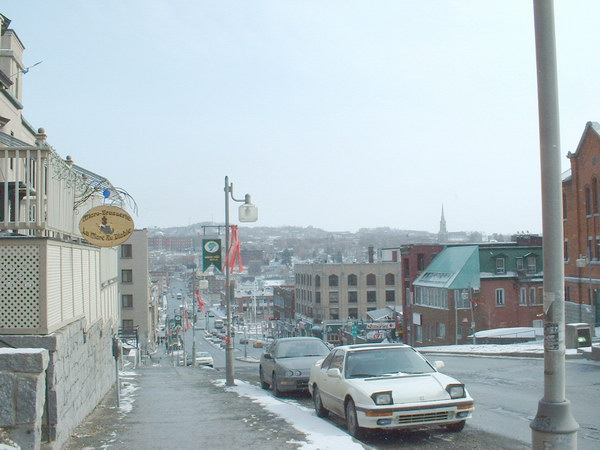
Centrala Sherbrooke (18 mars 2004).

I Sherbrooke finns två universitet, Université de Sherbrooke och Bishop's University, samt tre gymnasieskolor.
I staden finns två tidningar La Tribune och The Record.
Under festivalsäsongen är staden och det omgivande landskapet fullt av festivaler, föreställningar och andra evenemang.
Sherbrooke har ett betydelsefullt kulturarv i den historiska bebyggelsen.

## Trafik
Sherbrookes flygplats ligger nära staden.